# 512. pehotni polk (Wehrmacht)
Za druge 512. polke glejte 512. polk.
512. pehotni polk (izvirno nemško Infanterie-Regiment 512) je bil eden izmed pehotnih polkov v sestavi redne nemške kopenske vojske med drugo svetovno vojno.

## Zgodovina
Polk je bil ustanovljen 15. februarja 1940 kot polk 8. vala pri Frankfurtu na Odri iz delov 35., 119. in 466. pehotnega polka; polk je bil dodeljen 293. pehotni diviziji. 
Štab in III. bataljon sta bila ustanovljena v Regenwurmlagru, I. bataljon v Schwerinu in II. bataljon v Meseritzu.
16. novembra 1940 sta bila štab in II. bataljon izvzeta iz sestave in dodeljena 680. pehotnemu polku; obe noti sta bili nadomeščeni.
15. marca 1942 je bil razpuščen III. bataljon do 11. čete.
15. oktobra 1942 je bil polk preimenovan v 512. grenadirski polk.